# Државни пут 24
Државни пут IБ реда 24 је државни пут првог реда у централној Србији, у Шумадији.
Пут је већим делом магистрални пут са две саобраћајне траке, док је деоница између Баточине и Крагујевца изграђена као брзи пут у конфигурацији 2+2, са одвојеним тракама за саобраћаја и раскрсницама ван нивоа. Деоница од Ботуња до Крагујевца има и зауставне траке. Остатак до Краљева је магистрални пут.
| \| км \| \| \| Везе \| Коментар \| \| -- \| ------------------------- \| -------------------------- \| ----------------- \| ------------------- \| \| 0 \| \| Баточина (петља) \| \| Београд, Ниш \| \| 0 \| \| Баточина \| \| \| \| 5 \| \| Баточина (почетак полу-АП) \| \| \| \| 11 \| Жировница (крај полу-АП) \| \| \| \| \| 15 \| \| Ботуње (почетак полу-АП) \| \| \| \| 24 \| Крагујевац (крај полу-АП) \| \| Рековац, Крушевац \| \| \| 26 \| \| Крагујевац (Церовац) \| \| Топола, Младеновац, \| \| 28 \| \| Крагујевац (Дивостин) \| \| Горњи Милановац \| \| 43 \| \| Равни Гај \| \| Кнић, Мрчајевци \| \| 69 \| \| Витановац \| \| Варварин \| \| 75 \| \| Краљево (Камиџора) \| \| Крушевац \| |                           |                            |                   |                     |
| км |                           |                            | Везе              | Коментар            |
| 0 |                           | Баточина (петља)           |                   | Београд, Ниш        |
| 0 |                           | Баточина                   |                   |                     |
| 5 |                           | Баточина (почетак полу-АП) |                   |                     |
| 11 | Жировница (крај полу-АП)  |                            |                   |                     |
| 15 |                           | Ботуње (почетак полу-АП)   |                   |                     |
| 24 | Крагујевац (крај полу-АП) |                            | Рековац, Крушевац |                     |
| 26 |                           | Крагујевац (Церовац)       |                   | Топола, Младеновац, |
| 28 |                           | Крагујевац (Дивостин)      |                   | Горњи Милановац     |
| 43 |                           | Равни Гај                  |                   | Кнић, Мрчајевци     |
| 69 |                           | Витановац                  |                   | Варварин            |
| 75 |                           | Краљево (Камиџора)         |                   | Крушевац            |